# Fałdówka siostrzyczka
Fałdówka siostrzyczka (Eilema sororcula) – motyl z rodziny mrocznicowatych (Erebidae). Kremowa ćma występująca w zbiorowiskach, gdzie rosną duże dęby.

## Wygląd
Postać dorosła – imago
Głowa w kolorze ciemnożółtym o lekkim pomarańczowym zabarwieniem. Oczy czarne, duże wystające czułki cienkie, sięgające prawie do połowy skrzydła przedniego, odchylone na boki. Samce mają czułki grzebykowate i grubsze od samic. Odwłok wydłużony minimalnie wystający za zarys rozłożonych tylnych skrzydeł, prawie cały szarożółty z lekkim nalotem pomarańczowym, odwłok u samic jest grubszy. Skrzydła o rozpiętości od 26 do 30 mm. Skrzydło przednie wąskie, łopatkowate, jednobarwne, ciemne, pomarańczowożółte, strzępina podobnie ubarwiona. Skrzydło tylne trójkątne zaokrąglone, jaśniejsze od przedniego. Korpus imago pokryty nieznacznie drobnym meszkiem.
Postać gąsienicy i larwy
Świeżo wyklute gąsienice żerują jesienią na nadrzewnych porostach. Korpus gąsienicy jaskrawo ubarwiony i pokryty stojącymi włoskami zebranymi w kępki.
Okres lotuDorosłe motyle pojawiają się z początkiem maja i latają do końca czerwca. Latają na suchych, nasłonecznionych stanowiskach nad sadami i na skrajach lasów liściastych. Loty godowe samców odbywają się w ciepłe i bezwietrzne dni.
RozródWydaje jedno pokolenie rocznie. Samice składają jaja w czerwcu w miejscach występowania roślin pokarmowych gąsienic. Gąsienice wylęgają się na początku lipca. Przepoczwarczenie odbywa się w kokonie, rozpoczyna się na początku października. Poczwarki zimują w brunatnym oprzędzie na ziemi. Przepoczwarczenie w imago następuje z początkiem maja.
BiotopGatunek preferujący środowiska ciepłe. Siedliskiem są sady, parki, lasy mieszane i liściaste związane z dębami i bukami.

## Zasięg występowania
W Polsce występuje w całym kraju. Zagrożeniem są niekorzystne zmiany zachodzące w środowisku, w którym żyje.

## Rośliny żywicielskie
Podstawowe: porosty szczególnie na dębie, buku, świerku i drzewach owocowych.

## Ochrona
W Polsce gatunek nie podlega ochronie.